# اندرو پروکتر
اندرو پروکتر (انگلیسی: Andrew Procter؛ زادهٔ ۱۳ ژوئن ۱۹۸۳) بازیکن فوتبال اهل بریتانیا است.
از باشگاه‌هایی که در آن بازی کرده‌است می‌توان به باشگاه فوتبال پرستون نورث اند، باشگاه فوتبال آکرینگتون استنلی، و باشگاه فوتبال بری اشاره کرد.